# Stephanie Rosenthal
Stephanie Rosenthal (geb. 1971 in München) ist eine deutsche Kunsthistorikerin und Kuratorin. Die „Expertin für performative und zeitgenössische Kunst“ ist seit September 2022 Direktorin des Guggenheim Abu Dhabi.

## Karriere
Rosenthal studierte Kunstgeschichte an der Ludwig-Maximilians-Universität München. Nach ihrer Promotion 2003 an der Universität zu Köln mit der Dissertation Die Farben Schwarz in der New York School: Robert Rauschenberg, Ad Reinhardt, Frank Stella und Mark Rothko begann sie ihre Karriere als Assistenz-Kuratorin am Haus der Kunst München, wo sie später als Kuratorin für Gegenwartskunst Ausstellungen wie „Stories – Erzählstrukturen in der zeitgenössischen Kunst“ (2002) oder Paul McCarthys „LaLa Land Parodie Paradies“ (2005) kuratierte. 2007 wurde sie Chefkuratorin an der Hayward Gallery in London. In London präsentierte die Kuratorin unter anderem Pipilotti Rist, Dayanitha Singh und Ana Mendieta. 2016 eröffnete sie die Sydney Biennale als künstlerische Leitung unter dem Thema „The future is already here – it’s just not evenly distributed“ (Zitat des Science-Fiction-Autors William Gibson). Ihre Sydney-Biennale war stark von Performances geprägt, in die die Betrachter als aktive Teilnehmer einbezogen wurden. Im Februar 2018 übernahm sie die Leitung des Martin-Gropius-Baus in Berlin. Ihre erste von ihr dort selbst kuratierte Ausstellung galt der koreanischen Künstlerin Lee Bul und thematisierte Fragen von Grenzen, Teilungsschmerz und Diktatur – das Museumsgebäude liegt direkt dort, wo einst die Berliner Mauer verlief.
2019 war Rosenthal Juryvorsitzende der Kunstbiennale Venedig. Seit 1. September 2022 ist sie Direktorin des Guggenheim Abu Dhabi.